# Ибаданский дом ужасов
Ибаданский дом ужасов, также известный как Ибаданский лес ужасов, представлял собой ветхое здание, расположенное в лесу Сока в Ибадане, штат Ойо, Нигерия, которое, как полагают, использовалось для торговли людьми и ритуальных жертвоприношений. Здание было обнаружено 22 марта 2014 года группой водителей мототакси, которые сформировали импровизированный поисковый отряд после исчезновения водителя в этом районе.
Из здания были спасены 23 выживших, а в окрестностях были обнаружены многочисленные части тел, разлагающиеся тела и личные вещи пострадавших. Считается, что действия, которые происходили в лесу, координировались неизвестными в штате похитителями и ритуалистами, которым часто покровительствуют некоторые богатые нигерийцы и политики, использующие человеческую плоть для ритуалов.
С тех пор здания на этом месте были снесены, и они были преобразованы в среднюю школу Oyo State Comprehensive Model School.

## Реакции
Открытие дома ужасов вызвало споры по всей Нигерии. Высказывались опасения по поводу связи между руководством (похитителями и ритуалистами) леса ужасов и некоторыми высокопоставленными правительственными чиновниками и известными политиками штата, но не нашлось серьёзных доказательств, подтверждающих это. Молодежь в этом районе заявила, что командование полиции штата Ойо отказалось исследовать лес, несмотря на несколько зарегистрированных в штате случаев похищения людей. Некоторые из выживших, спасенных из логова, утверждали, что ритуалист похищал жертв, утверждая, что они являются официальными лицами инициативы по обновлению городов, координируемой правительством штата Ойо.